# Bromus
Bromus és un gènere de plantes de la família de les poàcies, ordre dels poals, subclasse dels commelínids, classe de les liliòpsides i divisió dels magnoliofitins.

## Taxonomia
- Bromus arcticus Shear
- Bromus arvensis L.
- Bromus auleticus Trin.
- Bromus barobalianus G. Singh
- Bromus benekenii (Lange) Trimen
- Bromus brachyphyllus Merr.
- Bromus brevis Nees
- Bromus carinatus Hook. et Arn.
- Bromus catharticus Vahl
- Bromus ciliatus L.
- Bromus coloratus  Steud.
- Bromus commutatus Schrader
- Bromus diandrus Roth
- Bromus dudleyi Fernald
- Bromus erectus Hudson
- Bromus eximus Piper
- Bromus floodmanii Rydb.
- Bromus holciformis Steud. et Hochst.
- Bromus hordeaceus L.
- Bromus interruptus
- Bromus kalmii A. Gray
- Bromus lanceolatus Roth
- Bromus lanatipes (Shear) Rydb.
- Bromus madritensis L.
  - Bromus madritensis ssp. rubens Red Brome, Foxtail Brome
- Bromus magnificus Elmer
- Bromus marginatus Nees ex Steud.
- Bromus masafueranus Skottsb. & Pilg.
- Bromus multiflorus Scribn.
- Bromus nottowayanus Fernald
- Bromus pacificus Shear
- Bromus polyanthus Scribn.
- Bromus pumpellianus Scribn.
- Bromus purgans L.
- Bromus racemosus L.
- Bromus ramosus Hudson
- Bromus rigidus Roth
- Bromus rubens L.
- Bromus scabratus Scribn.
- Bromus scoparius L.
- Bromus secalinus L.
- Bromus squarrosus L.
- Bromus sterilis L.
- Bromus striatus Hitchc.
- Bromus suksdorfii Vasey
- Bromus tectorum L.
- Bromus vulgaris Shear